# Antillia
Antillia (o Antilia) es una mítica isla que quedaría en algún lugar indeterminado del océano Atlántico, al oeste de Portugal y España. Esta isla tenía otros nombres tales como la Isla de las Siete Ciudades, Ilha das Sete Cidades (portugués), Septe Cidades, San Brandán (o San Brendan), etcétera. También ha sido relacionada con una de la Islas Afortunadas.  
El origen del nombre es bastante incierto. La etimología más antigua sugerida (1455) lo conecta caprichosamente con el nombre de la Atlántida de la que se ocupó Platón en el Timeo, mientras que escritores posteriores se esforzaron en derivarlo de la palabra latina anterior: ante-i(n)s(u)la (es decir, como la isla a que se llegaría "antes" de Cipango), o de la Isla Dragón de los geógrafos árabes.
Como quiera que sea, esta isla fabulosa dio después de 1492 nombre al extenso archipiélago caribeño de las Antillas. El término fue usado entre otros por el cronista Pedro Mártir y se popularizó para luego caer en desuso a partir de 1520.

## Antillia en la cartografía medieval
La isla de Antilia se encuentra indicada en cartas de navegación y mapamundis del siglo XV, a partir de su primera aparición en un mapa de 1424 conservado en la biblioteca de Weimar. Así en el Atlas de Andrea Bianco de 1448, en las reconstrucciones del supuesto mapa de Paolo Toscanelli de 1468, uno de los que se piensa podría haber conocido Cristóbal Colón por haber situado Asia al oeste y a no mucha distancia de Europa, con la isla de Antilia entre los dos continentes, y en el globo de Martin Behaim, 1492, cartógrafo alemán al servicio del rey de Portugal.

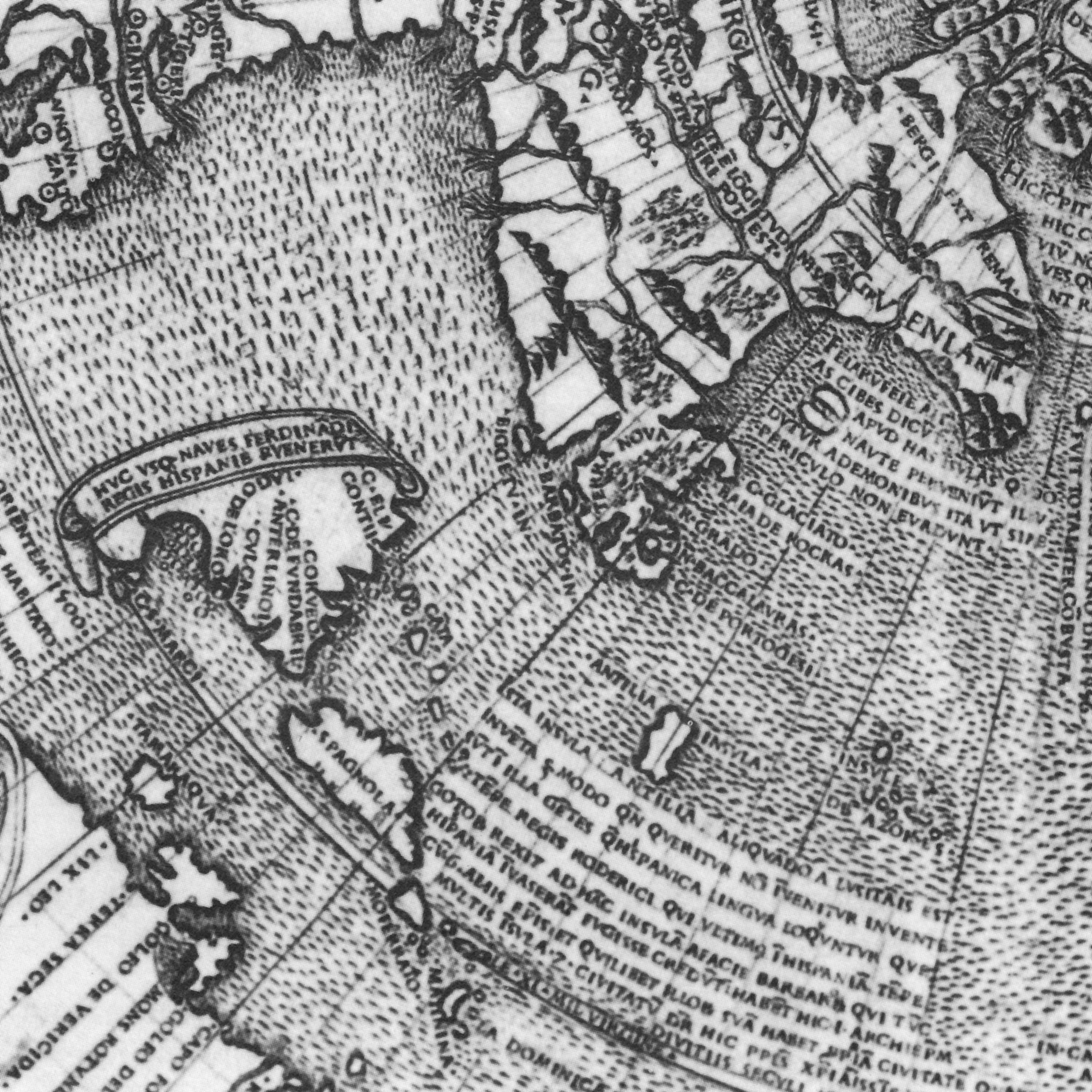
Detalle del planisferio de Ruysch con Groenlandia, Terranova, «Antilia» y Cuba.

En el globo de Behaim -el Erdapfel-, que también daba entrada a otras islas fantásticas como la de San Brandán, Antilia va acompañada de una leyenda donde se identifica la isla Antilia con la isla de las Siete Ciudades:

«Según se cuenta, el año 734 después del nacimiento de Cristo, cuando toda España resultó conquistada por los paganos de África, fue poblada la isla de Antilia, llamada Septe citade, por un arzobispo de Porto (Portugal), acompañado de seis obispos y otros cristianos, hombres y mujeres, que escaparon de España embarcados. En el año 1411, un buque español llegó hasta esta isla».

La isla todavía figura en mapas posteriores al descubrimiento de América por Colón, como en el mapa de Piri Reis y muy especialmente en el planisferio de Johann Ruysch, Universalior Orbis Cogniti Tabula (mapa de todo el mundo conocido), publicado en 1507 junto a una nueva edición de la Geographia de Ptolomeo, que alcanzó en su momento muy amplia repercusión. Ruysch sitúa «Antilia» al sureste de Groenlandia con una extensa leyenda en la que explica la historia de la mítica isla de las Siete Ciudades: «Esta isla de Antilia ha sido descubierta por los portugueses. Sin embargo, cuando se la busca es imposible de encontrar. En esta isla viven hombres que hablan español, y que en tiempos del reinado del rey Rodrigo tuvieron que huir de los bárbaros que asolaban España. Aquí tienen su sede un arzobispo y seis obispos, cada uno de ellos al frente de su propia ciudad. En consecuencia suele ser llamada “las Siete Ciudades”. Los habitantes viven piadosamente y disfrutan de todas las riquezas de este siglo».
Leyenda o relato histórico, el rey Alfonso V de Portugal envió en 1475 una expedición al mando del capitán Fernão Teles con la misión de localizar la isla. Y en 1486 su sucesor, Juan II, encargó de ello a Ferdinand van Olmen, un flamenco establecido en las Azores y conocido con el nombre de Fernão Dulmo.